# Estádio Jair Siqueira Bittencourt
O Estádio Jair Siqueira Bittencourt é um estádio de futebol situado na cidade de Itaperuna, no estado do Rio de Janeiro e pertence ao Itaperuna Esporte Clube. Sua capacidade é de 10.000 lugares.
No final da da década de 1980, era o Porto Alegre Esporte Clube (antecessor do Itaperuna) quem sediava os jogos no estádio na Segunda e Primeira divisões do Campeonato Carioca. O auge foi na década seguinte, quando o Itaperuna jogou a Primeira Divisão e até a Série B do Campeonato Brasileiro, recebendo equipes tradicionais do futebol nacional e times de outros estados. Outra agremiação itaperunense que mandava alguns jogos no Jairzão foi o São José.
Sem receber jogos oficiais desde 2011, o Jairzão foi comprado em um leilão por uma empresa de engenharia de Campos dos Goytacazes, e foi demolido para dar lugar a um shopping ou a um complexo residencial
Porém, em novembro de 2015, a Prefeitura de Itaperuna declarou o estádio como área de utilidade pública, significando que não podem ser feitos leilão ou venda do imóvel sem anuência do poder público municipal. No fim de 2015, o estádio chegou a ser parcialmente demolido porém tal projeto acabou não tendo prosseguimento e o Itaperuna voltou a atuar no mesmo estádio no ano de 2017 pela Série C do Carioca.

## Homenagem
O nome do estádio é uma homenagem ao educador Jair da Siqueira Bittencourt, que doou o terreno onde está localizado o campo de futebol. Além de ser um dos fundadores do Porto Alegre Futebol Clube, hoje Itaperuna Esporte Clube, Jair seria ainda diretor do Colégio Bittencourt, posteriormente o educandário passou a se denominar Centro Educacional Jair Bittencourt (CEJAB).
Jair nasceu na cidade de Cantagalo no dia 22 de maio de 1901 e veio a falecer no ano de 1990. O educador foi casado com Dona Zulamith, que veio a falecer em 1959. Com ela teve uma filha, Sandra. Depois ele se casou com Dona Noêmia, com quem teve os filhos Jair (Jair Bittencourt, deputado Estadual), Alice, Luiz Cláudio e Rita; além de netos e bisnetos.